# Hexolobodon phenax
A Hexolobodon phenax az emlősök (Mammalia) osztályának rágcsálók (Rodentia) rendjébe, ezen belül a hutiák (Capromyidae) családjába tartozó kihalt faj.
Alcsaládjának és nemének az egyetlen faja.

## Tudnivalók
A Hexolobodon phenax egykor Hispaniola szigetén és a szomszédos Gonave szigeten élt.
Az állatról nem tudunk sokat. Csak kövületekből ismerjük. Lelőhelyein házi patkány maradványok is vannak, ezek az állatok az európaiaknak köszönhetően kerültek az Amerikákba, úgyhogy legalábbis az első fehérek, akik erre a szigetekre eljutottak, még láthatták életben ezt a fajt.